# Kim Schwaller
Kim Schwaller (Soleura, 2001) es un deportista suizo que compite en curling. Su hermano Yannick compite en el mismo deporte.
Ganó dos medallas en el Campeonato Mundial de Curling, en los años 2023 y 2025.

## Palmarés internacional
| Campeonato Europeo | Campeonato Europeo     | Campeonato Europeo | Campeonato Europeo |
| Año                | Lugar                  | Medalla            | Prueba             |
| ------------------ | ---------------------- | ------------------ | ------------------ |
| 2023               | Aberdeen (Reino Unido) | Medalla de bronce  | Equipo             |
| 2025               | Moose Jaw (Canadá)     | Medalla de plata   | Equipo             |